# Priessnitz (Band)
Priessnitz ist eine tschechische Alternative-Band aus Jeseník (Freiwaldau im Altvatergebirge). Die Band wurde 1990 hauptsächlich von Mitgliedern der Vorgängerband „Chlapi z práce“ (Die Kerle von der Arbeit) gegründet und nach dem Naturheilkundler Vincenz Prießnitz benannt. Nach einigen Jahren verließ der Bandleader Jaromír Švejdík Jeseník, um nach Prag zu ziehen. 2006 wurde die Band in veränderter Zusammensetzung neu gegründet.

## Diskografie
- Freiwaldau (1992)
- Nebel (1992)
- Hexe (1994)
- Seance (1996)
- Potichu? (1997)
- Zlatý déšť (1999)
- Zero (2001)
- Playlist (2004)
- Stereo (2006)
- Beztíže (2016)